# 維爾桑迪國家公園

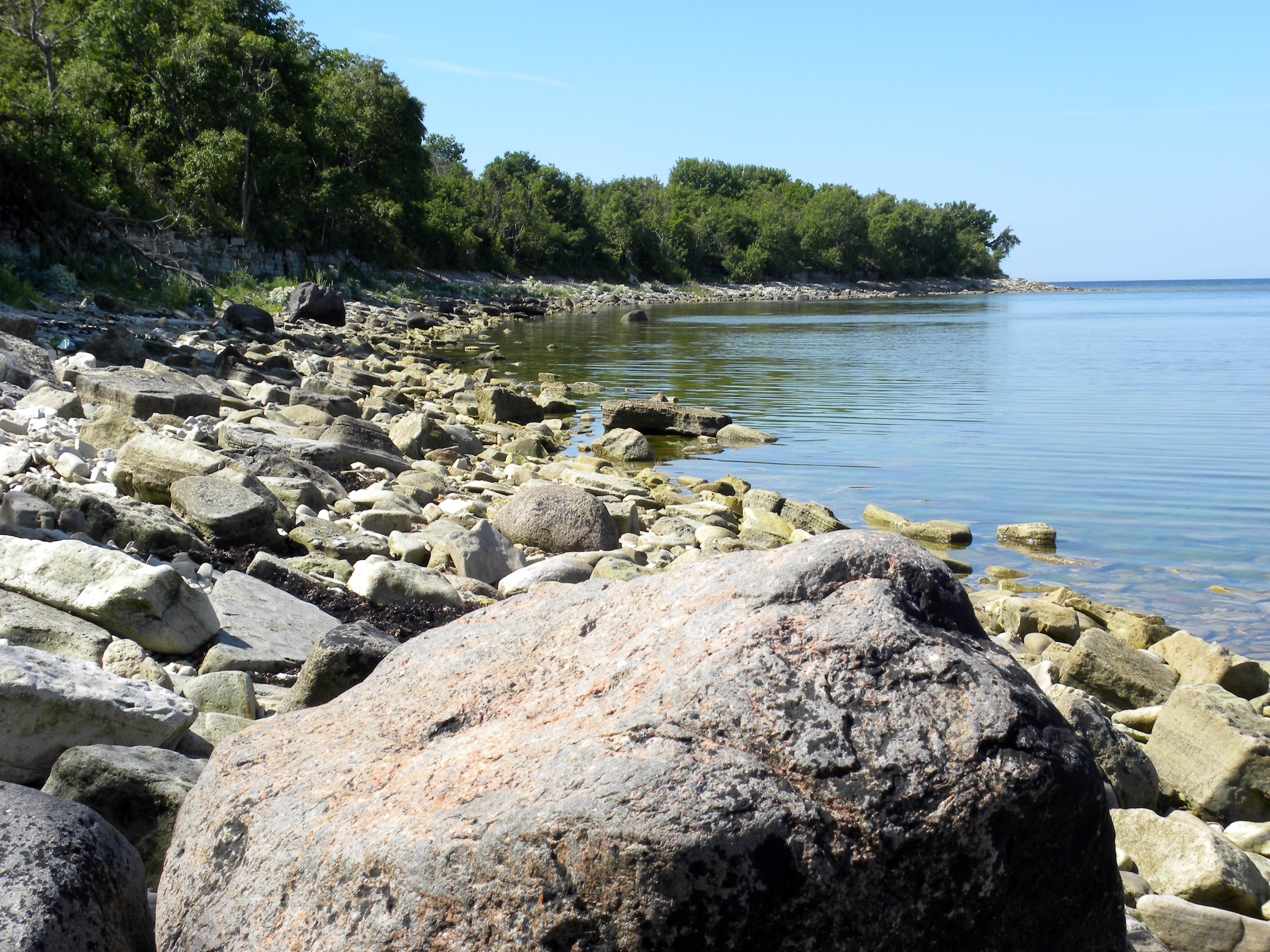

維爾桑迪國家公園是愛沙尼亞薩雷縣的國家公園，包含维尔桑迪岛的一部分、一些较小的岛屿及萨雷马岛西部，始建於1957年9月21日，面積238平方公里，該地區有247種鳥類棲息。

## 外部連結
- Vilsandi National Park (in Estonian)
- Vilsandi National Park （页面存档备份，存于） at the Estonian State Forest Management Centre (RMK)